# Alfred Glenski
Alfred Glenski (* 23. Januar 1940 in Baesweiler; † 24. Oktober 2023 in Übach-Palenberg) war ein deutscher Fußballspieler, der im Spieljahr 1967/68 für Alemannia Aachen 21 Einsätze mit neun Toren in der Fußball-Bundesliga bestritten hat.

## Laufbahn

### Amateur, bis 1960
Nachdem die zwei Mannschaftskameraden Alfred Glenski und Willi Bergstein in der Saison 1959/60 den SV Baesweiler 09 zur Meisterschaft in der Verbandsliga Mittelrhein vor dem Siegburger SV 04 geschossen hatten, bekamen die zwei Offensivtalente aus dem damaligen Selfkantkreis Geilenkirchen-Heinsberg, zur Runde 1960/61 einen Vertrag beim West-Oberligisten Alemannia Aachen. Der Halbstürmer Alfred Glenski debütierte in der Rückrunde der Meisterschaftssaison am 5. März 1960 auch noch beim Länderspiel in London gegen England in der deutschen Fußballnationalmannschaft der Amateure. Beim Testspiel der DFB-Amateure vor dem Rückspiel in der Olympiaqualifikation gegen Polen am 18. April in Warschau bildete das Talent aus Baesweiler zusammen mit Carl-Heinz Rühl, Gustav Walenciak, Gerhard Neuser und Willibert Kremer den Angriff der von DFB-Trainer Georg Gawliczek betreuten Amateurnationalmannschaft.

### Alemannia Aachen, 1960 bis 1968
Im Gegensatz zu Mittelstürmer Willi Bergstein – der schoss sich mit 25 Treffern im ersten Jahr in Aachen an die Spitze der Torjägerliste – tat sich Alfred „Ale“ Glenski in den ersten zwei Runden schwer, in die Stammbesetzung der Tivoli-Elf in Aachen zu kommen. Das erste Spiel in der Oberliga West bestritt Glenski am 16. Oktober 1960 beim 2:1-Heimsieg gegen den Meidericher SV. Der als Halbrechts fungierende Halbstürmer erzielte beide Treffer für die Elf von Trainer Helmut Kronsbein. Auch in seiner zweiten Saison (1961/62) gelang es dem Mann aus Baesweiler kaum sich für die Stammbesetzung zu qualifizieren. Im letzten Jahr der Oberligen 1962/63 schaffte Glenski dann aber unter dem neuen Trainer Oswald Pfau mit 26 Einsätzen und neun Treffern den Sprung in die erste Garnitur bei der Alemannia. Trotz des fünften Platzes nominierte der DFB Aachen nicht für die neue Fußball-Bundesliga zur Runde 1963/64. Das letzte Oberligaspiel gewann die Mannschaft von Kapitän Josef Martinelli am 11. Mai 1963 mit 2:1 Toren gegen Bayer Leverkusen und hatte mit 37:23 Zählern die gleiche Punktzahl wie der Tabellenvierte Preußen Münster vorzuweisen. Von 1960 bis 1963 hatte „Ale“ 42 Oberligaspiele mit 13 Toren bestritten. Glenski blieb bei der Alemannia und setzte seine Karriere ab der Saison 1963/64 in Aachen in der Regionalliga West fort.

#### Regionalliga West, 1963 bis 1967
In den vier Runden Regionalliga West 1963/64 bis 1966/67 war Alfred Glenski fester Bestandteil der Ligaelf von Alemannia Aachen. Er war aktiv an den Meisterschaftsgewinnen 1964 und 1967 beteiligt, wie auch an der Vizemeisterschaft 1965 und dem dortigen Einzug in das DFB-Pokalfinale und dem Bundesligaaufstieg 1967. In der Saison 1965/66 holte er sich die Torschützenkrone im Westen mit 26 Toren vor Heinz-Dieter Hasebrink (Rot-Weiss Essen) mit 18 und Peter Meyer (Fortuna Düsseldorf) mit 17 Treffern. Er bestritt insgesamt 102 Spiele mit 48 Toren. Zu dieser Bilanz gehören aber auch die bitteren Erfahrungen der gescheiterten Aufstiegsrunden 1964 und 1965 wo er jeweils alle sechs Begegnungen bestritt. Insgesamt kam „Ale“ Glenski auf 19 Einsätze in den drei Aufstiegsrunden mit Aachen. Beim letzten Aufstiegsspiel 1967, am 25. Juni gegen Göttingen 05, steuerte er zum 3:1-Heimsieg zwei Treffer bei. Trainer Michael Pfeiffer stieg mit den Stürmern Herbert Gronen, Erwin Hoffmann, Hans-Jürgen Ferdinand, Alfred Glenski und Karl-Heinz Sell 1967 gegen die Konkurrenten Kickers Offenbach, 1. FC Saarbrücken, Göttingen 05 und Tennis Borussia Berlin in die Bundesliga auf. Der Einzug in das DFB-Pokalfinale am 22. Mai 1965 in Hannover gegen Borussia Dortmund zählt auch zu den sportlichen Höhepunkten in der Laufbahn von Alfred Glenski. Bei der 0:2-Niederlage gegen Dortmund konnte er sich aber nicht entscheidend gegen den Defensivspezialisten Dieter Kurrat durchsetzen.

#### Bundesliga, 1967/68
Das erste Bundesligaspiel bestritt Glenski am 9. September 1967 beim 1:0-Auswärtserfolg bei Borussia Neunkirchen. In der 28. Spielminute erzielte er den Siegtreffer. Mit Hans-Jürgen Ferdinand (14 Tore) und Karl-Heinz Krott (sieben Tore) führte er mit seinen neun Treffern die interne Alemannia-Torschützenliste an. Mit seinem 21. Einsatz am 6. April 1968 beim 1:1 gegen Werder Bremen beendete er die Bundesligarunde 1967/68 mit dem Aufsteiger, der den elften Platz belegte.

### Ausklang
„Ale“ Glenski wechselte 1968 zum Regionalligaaufsteiger Bonner SC und absolvierte bis 1970 für die Mannschaft von Trainer Gert Burkhardt im alten Gronaustadion 35 Spiele mit sieben Toren. Nach zwei Runden zog er sich in das Amateurlager zurück und wechselte vom BSC zum SV Brachelen 1910 und war später u. a. für den SV 1920 Breberen, 1. FC Heinsberg-Lieck, FC Randerath-Porselen, SV Marienberg und FC Concordia Stahe-Niederbusch als Spielertrainer tätig.
Nach seinem Rückzug aus dem Fußball war Alfred Glenski als Kassierer einer Übach-Palenberger Filiale der Kreissparkasse Heinsberg tätig. Er war verheiratet und hatte eine Tochter. Glenski starb am 24. Oktober 2023 in Übach-Palenberg.